# Lathyrus nissolia
Lathyrus nissolia és una planta de la família de les fabàcies que habita a gran part d'Europa, excepte a l'Europa septentrional i a Irlanda. Prolifera en llocs d'herba, al costat de carreteres i guarets. Al centre de la península Ibèrica apareix en prats de dall i en comunitats de Querco-Fraxinetum.
Lathyrus nissolia és una espècie fàcilment distingible per les seves fulles sense folíols lineals, semblants a l'herba, i les seves flors carmesí en llargs peduncles agrupades en una o dues. Planta erecta, gairebé glabra, anual de fins a 90 cm; no té circells. Les flors mesuren 8-18 mm; les dents del calze són desiguals, molt més curts que el tub del calze. La beina de 3-6 cm. Floreix a la primavera i estiu.